# Glipostenoda phengotrichia
Glipostenoda phengotrichia es una especie de coleóptero de la familia Mordellidae.

## Distribución geográfica
Habita en Japón.